# Zonsverduistering van 22 mei 2096

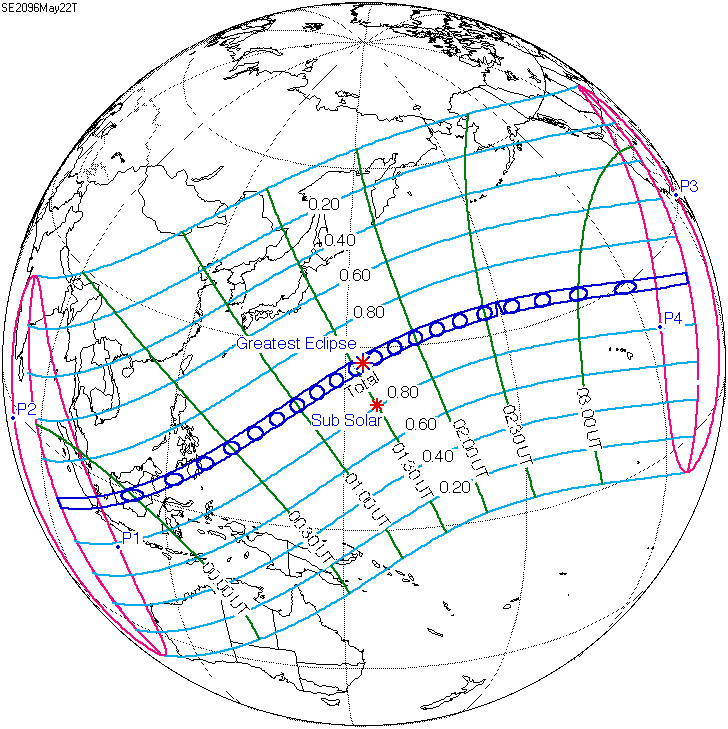
De zonsverduistering is de zien tussen de blauwe lijnen.

De totale zonsverduistering van 22 mei 2096 trekt veel over zee, maar is op land zichtbaar vanuit Indonesië en de Filipijnen. 

## Lengte

### Maximum
Het punt met maximale totaliteit ligt op zee ver van enig land op coördinatenpunt 27.2646° Noord / 153.4459° Oost en duurt 6m06,4s.

### Limieten
| Fenomeen                    | Code | Tijdstip UTC |
| --------------------------- | ---- | ------------ |
| Eerste contact bijschaduw   | P1   | 22:57:06.0   |
| Eerste contact kernschaduw  | U1   | 23:50:38.8   |
| Kernschaduw compleet vanaf  | U2   | 23:53:36.5   |
| Bijschaduw compleet vanaf   | P2   | 00:47:45.7   |
| Maximum eclips              | GE   | 01:34:22.5   |
| Bijschaduw compleet t/m     | P3   | 02:20:53.7   |
| Kernschaduw compleet t/m    | U3   | 03:15:06.7   |
| Laatste contact kernschaduw | U4   | 03:18:03.1   |
| Laatste contact bijschaduw  | P4   | 04:11:38.6   |